# Skintebo
Skintebo är ett bostadsområde intill kusten i Billdal i södra delen av stadsdelen Askim, i Göteborgs kommun. Området gränsar i norr mot Brottkärr/Sandås, mot söder till Billdal, i väster mot havet och i öster mot Billdalsvägen och Billdals Allé. Skintebodalen var fram till början på 1970-talet jordbruksmark. Den icke odlingsbara delen av Skintebo var och är bebyggd med villor. I området finns också en kopia på Kina slott. 
På 1970-talet bebyggdes Skintebodalen. Detta område karaktäriseras av bilfria gångstråk, radhus, tvåvånings lägenhetskomplex i trä, och så kallade båtmansgårdar (en blandning av radhus och villa). Området tilldelades Per och Alma Olssons fonds pris för årets bästa byggnad i Göteborg 1975. På senare år har det attraktiva läget medfört kraftigt ökande bostadspriser. 
Namnet Skintebo som bynamn förekommer redan år 1567, då i namnformen Skinteboda eller bara Skintan. Det finns flera tolkningar av namnet; god jord eller fåra, grop, dike eller hålväg. Benämningen skinta med betydelsen god jord förekommer på flera platser i Askim.

## Geografi
Större delen av Skintebo ligger i en dalsänka omgiven av bergsområden. Genom en smal dal finns förbindelse med havet en halv kilometer västerut.